# Made in USA (музикален албум)
„Made in USA“ (от английски: Произведено в САЩ) е рок-албум на българската група Ахат. Продуциран е от „Харбър айлънд рекърдс“ (Harbour Island Records) и е смятан за първи албум на българска рок група изцяло записан, продуциран и мастериран в САЩ. Текстовете са на английски, но характерният стил на АХАТ се запазва.